# المدامود

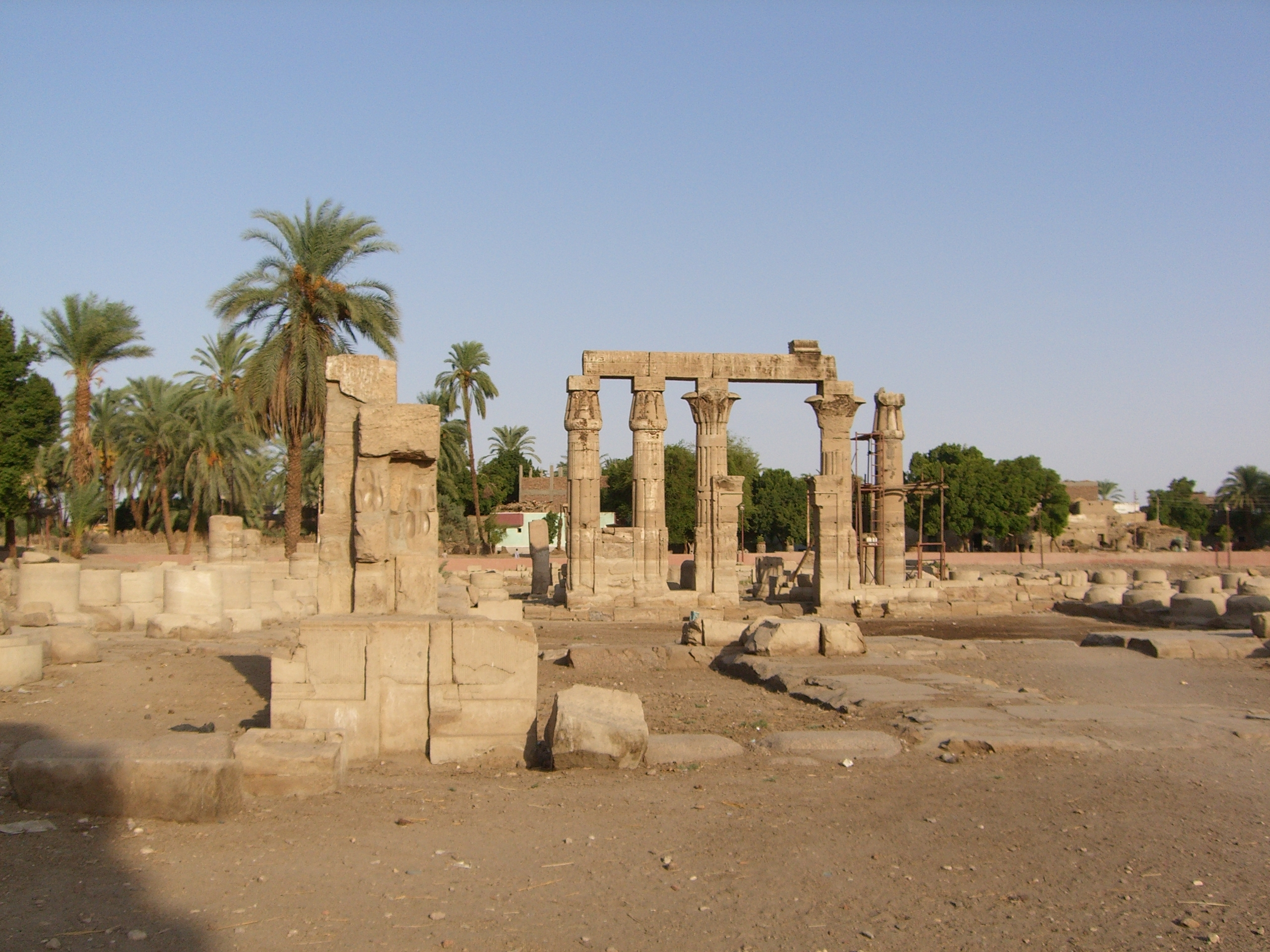
نمایش از خرابه‌های معبد مونتو در المدامود که به دوران پتلویم و رومی مربوط می‌شود.

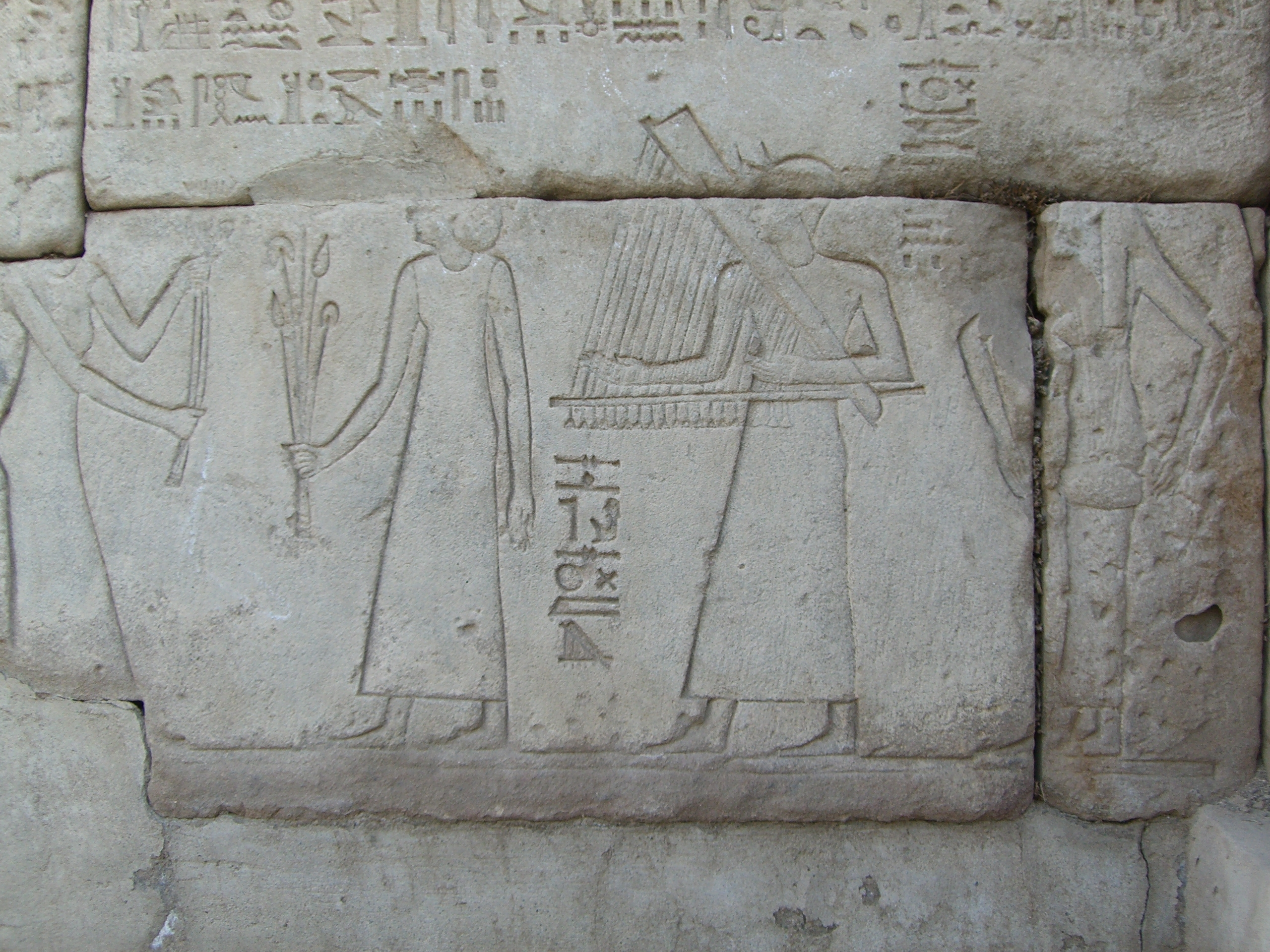
تصویری از دیوار تراژان که مراسمی را نشان می‌دهد از خوانندگان و نوازندگان به افتخار مونت (اسطوره) در المدامود.

المدامود (عربی: المدامود) یکی از روستاهای وابسته به مرکز «الزینیه» در استان «اقصر» در جمهوری عربی مصر می‌باشد؛ که بر اساس سرشماری سال ۲۰۰۶ تعداد ساکنان در «المدامود» ۱۵۰۹۱ نفر بوده که از این تعداد ۷۹۰۴ مرد و ۷۱۸۷ نفر زن می‌باشند.

## تاریخچه
المدامود از اماکن باستانی مصر به حساب می‌آید که در ۸ کیلومتری شمال شرقی اقصر قرار دارد. معبد مونتو در اینجا قرار دارد که در ۱۹۲۵ توسط فرنان بیسون د لا روکه باستان‌شناسی شد و از خاک بیرون آورده شد.

## نگارخانه

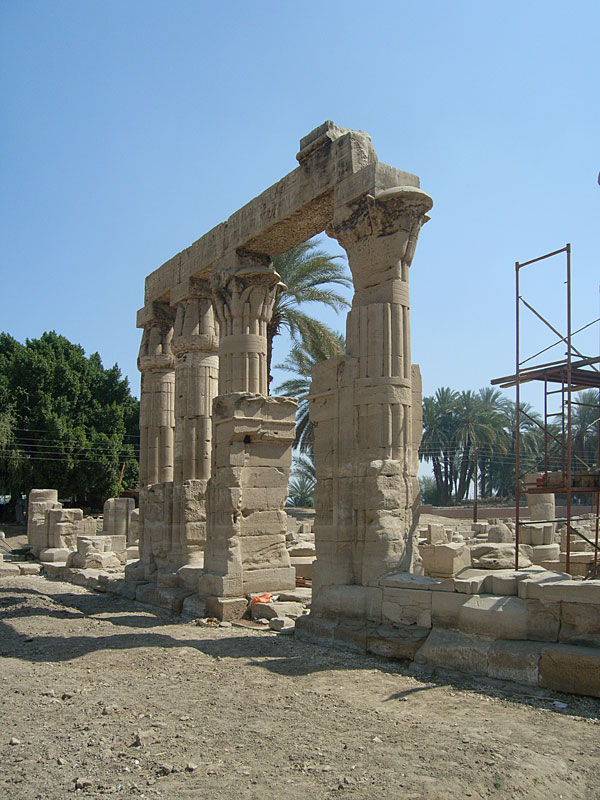
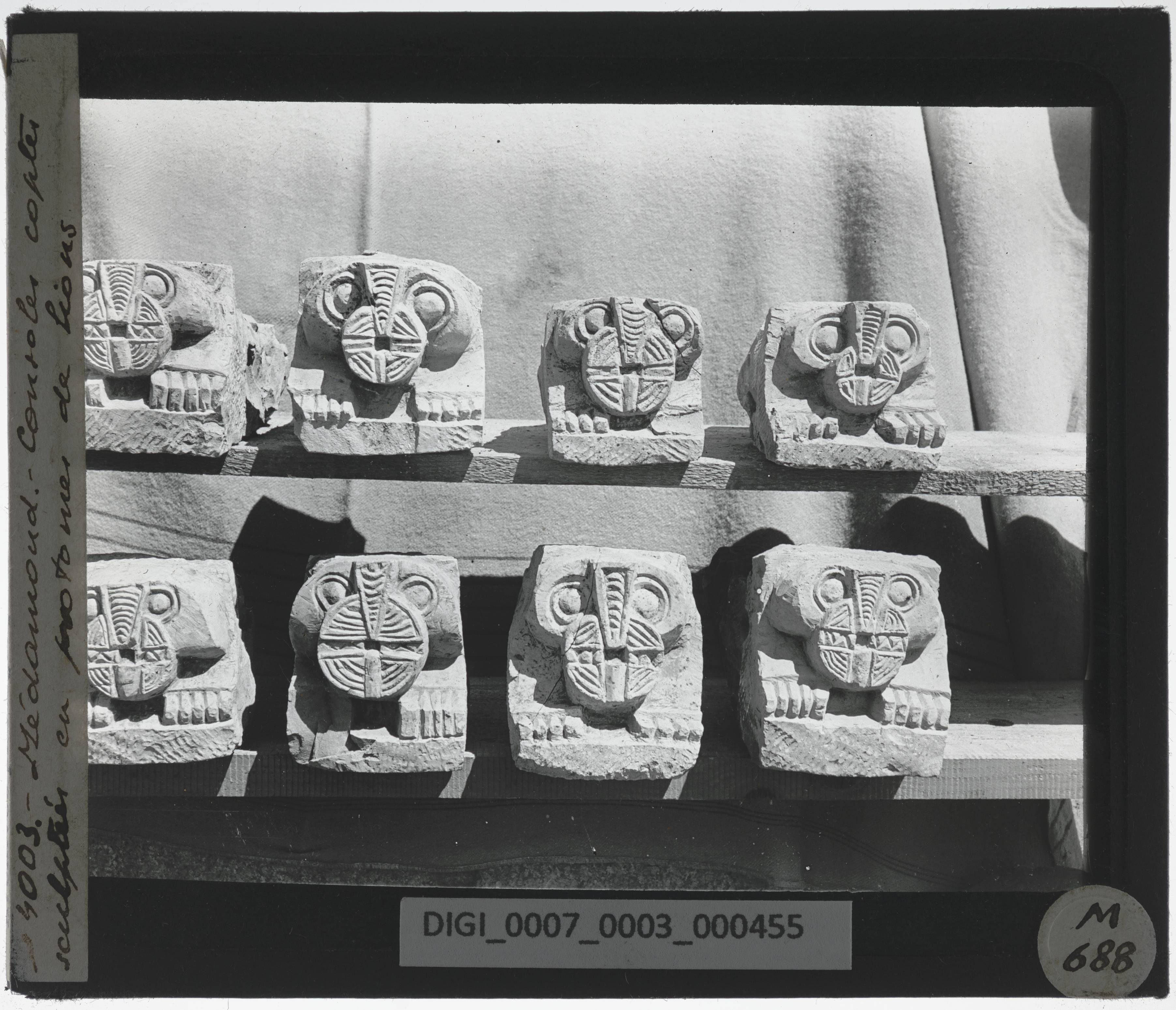
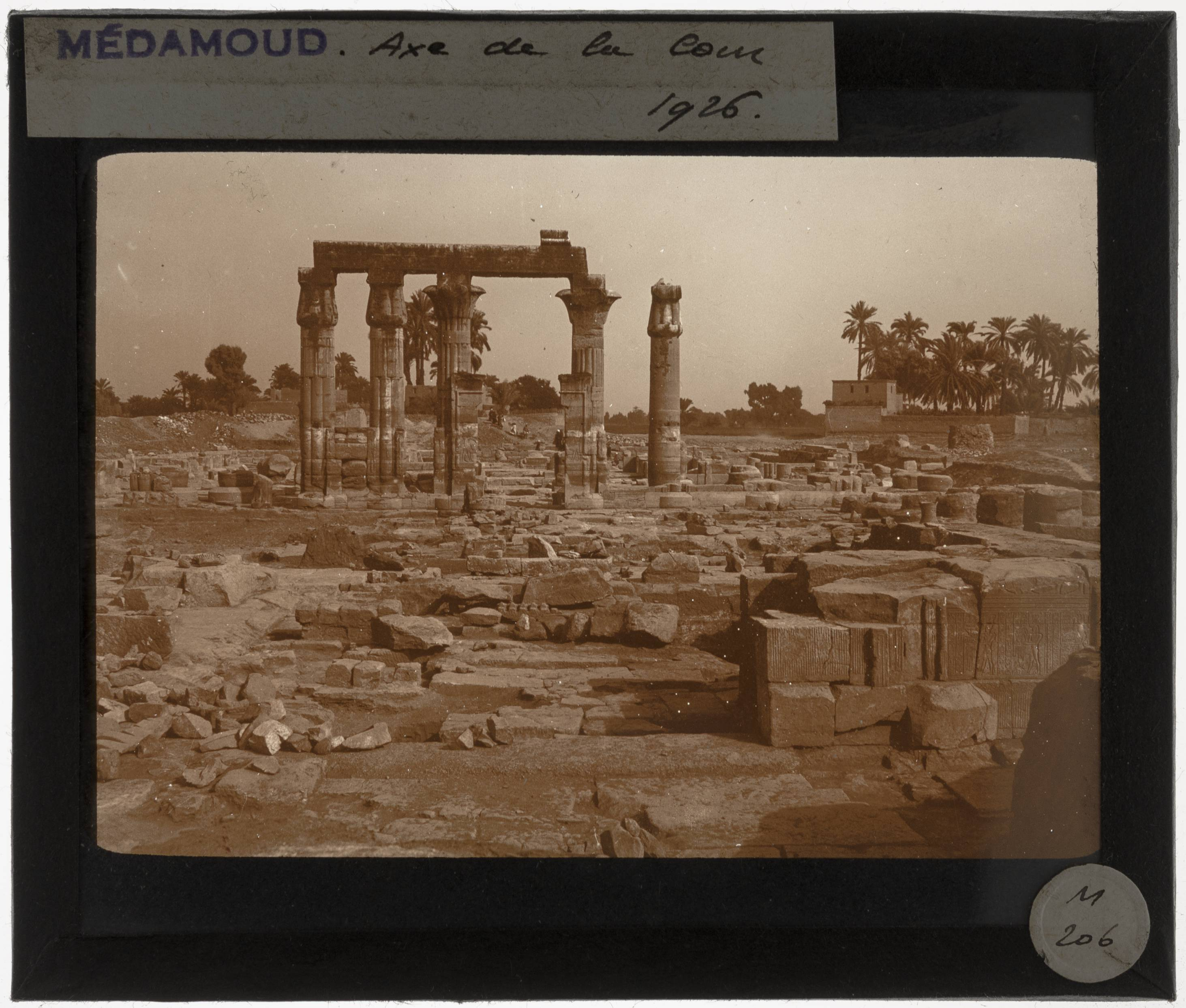
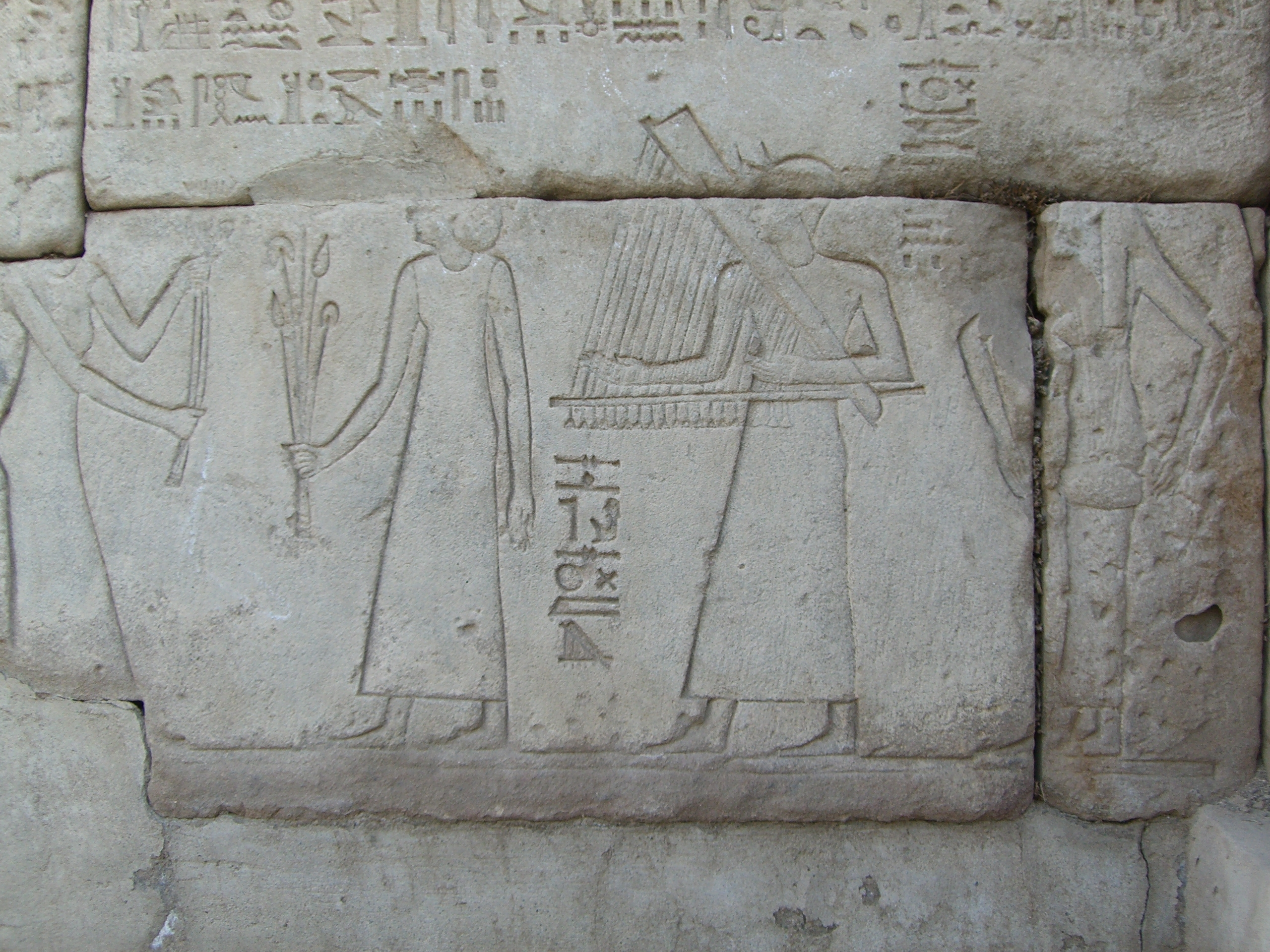
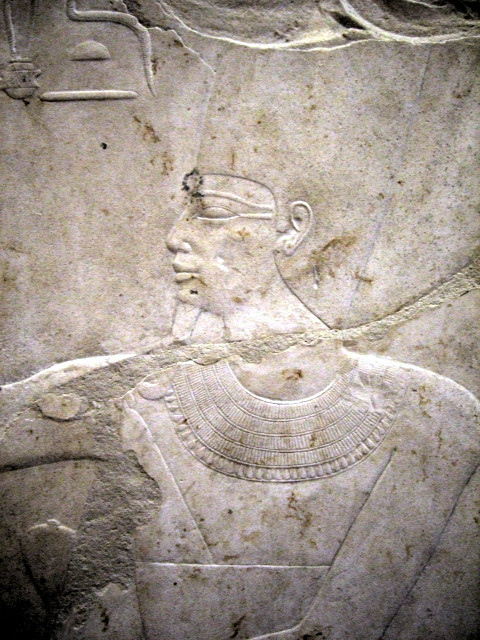
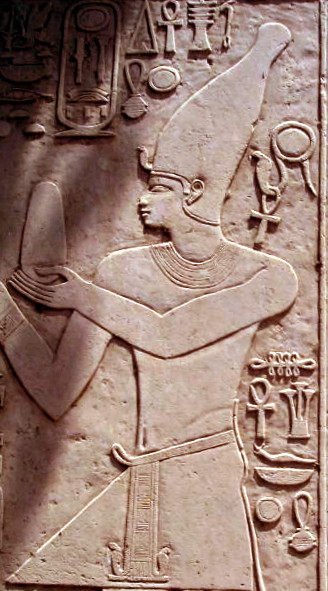
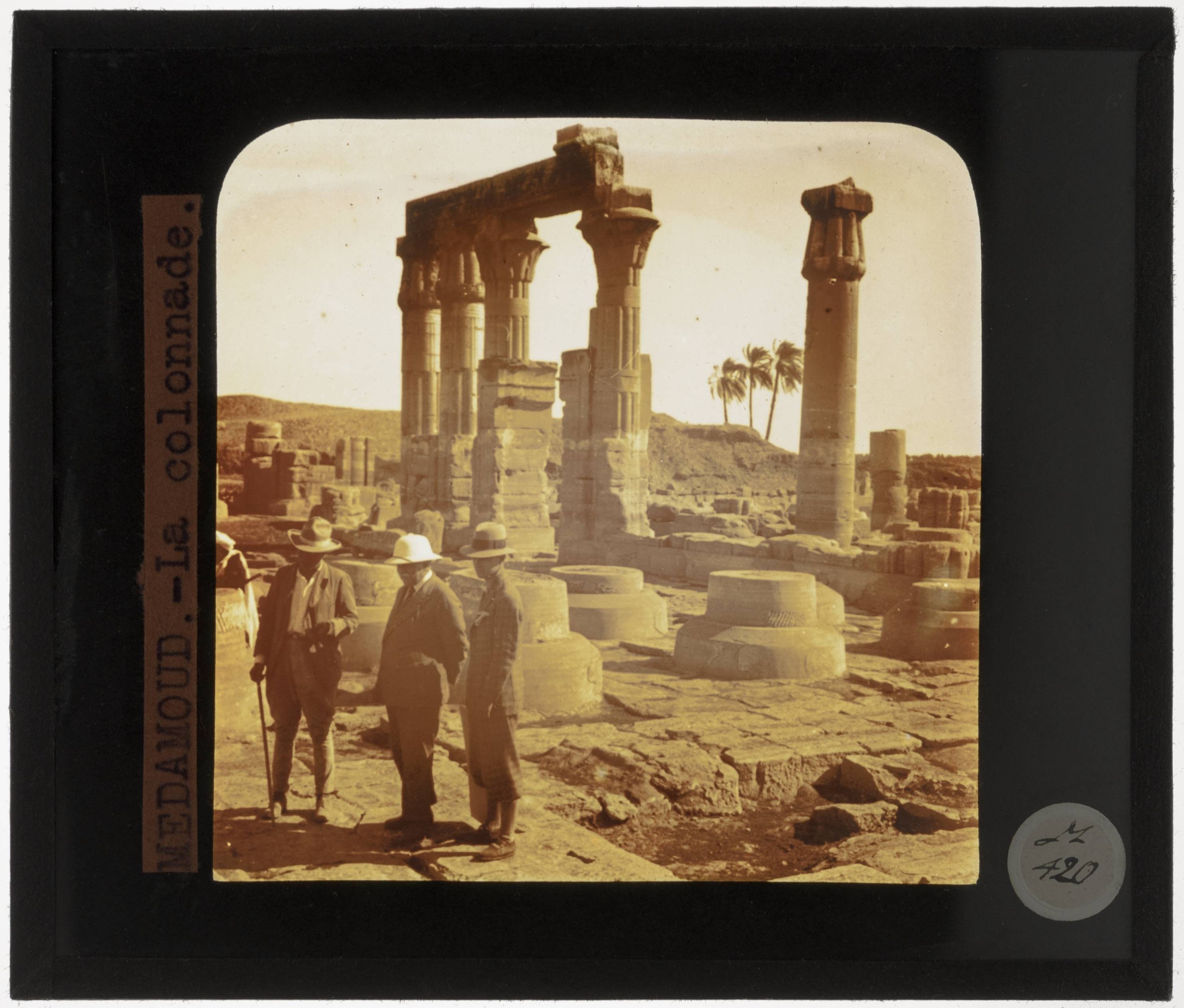
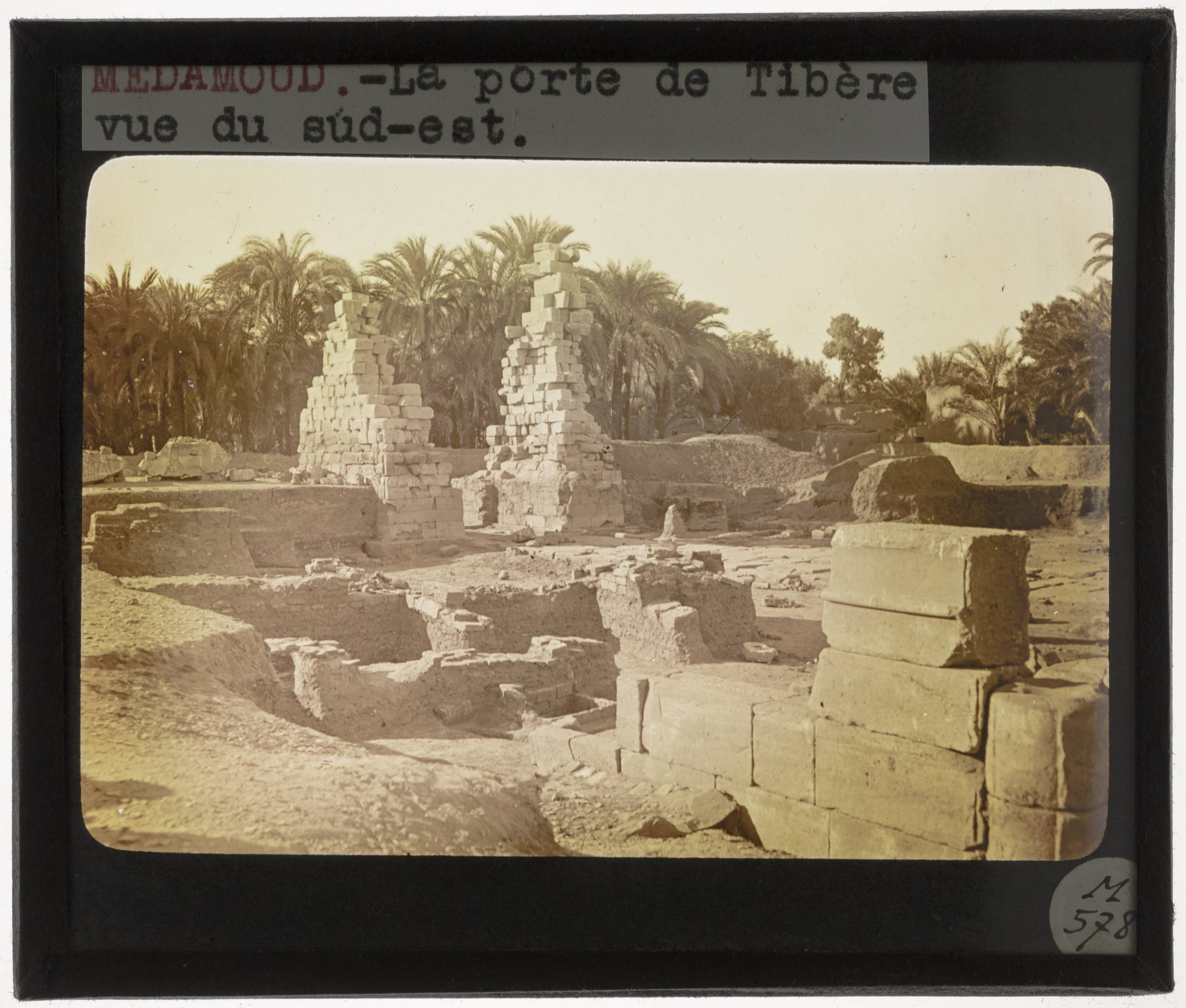
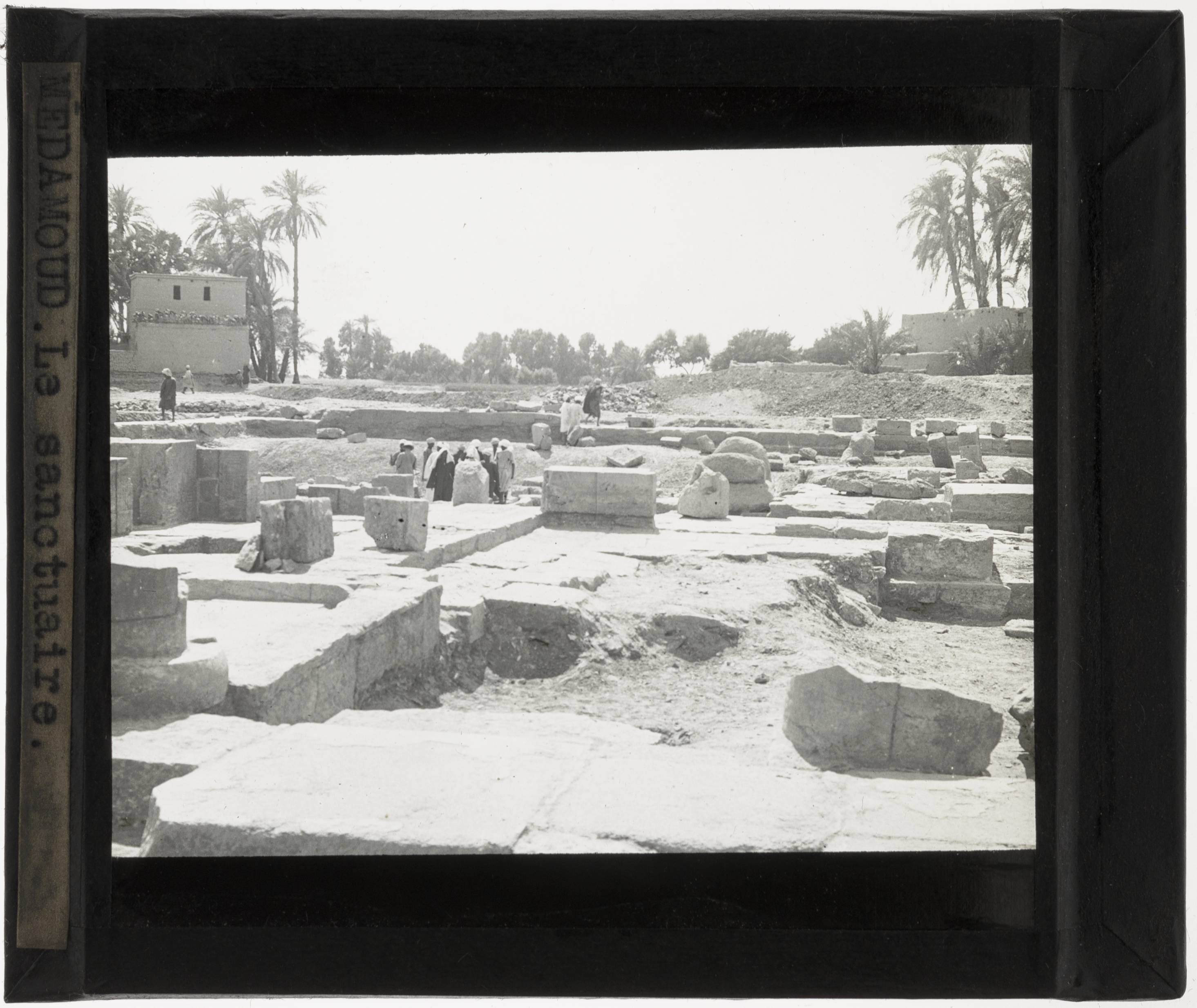
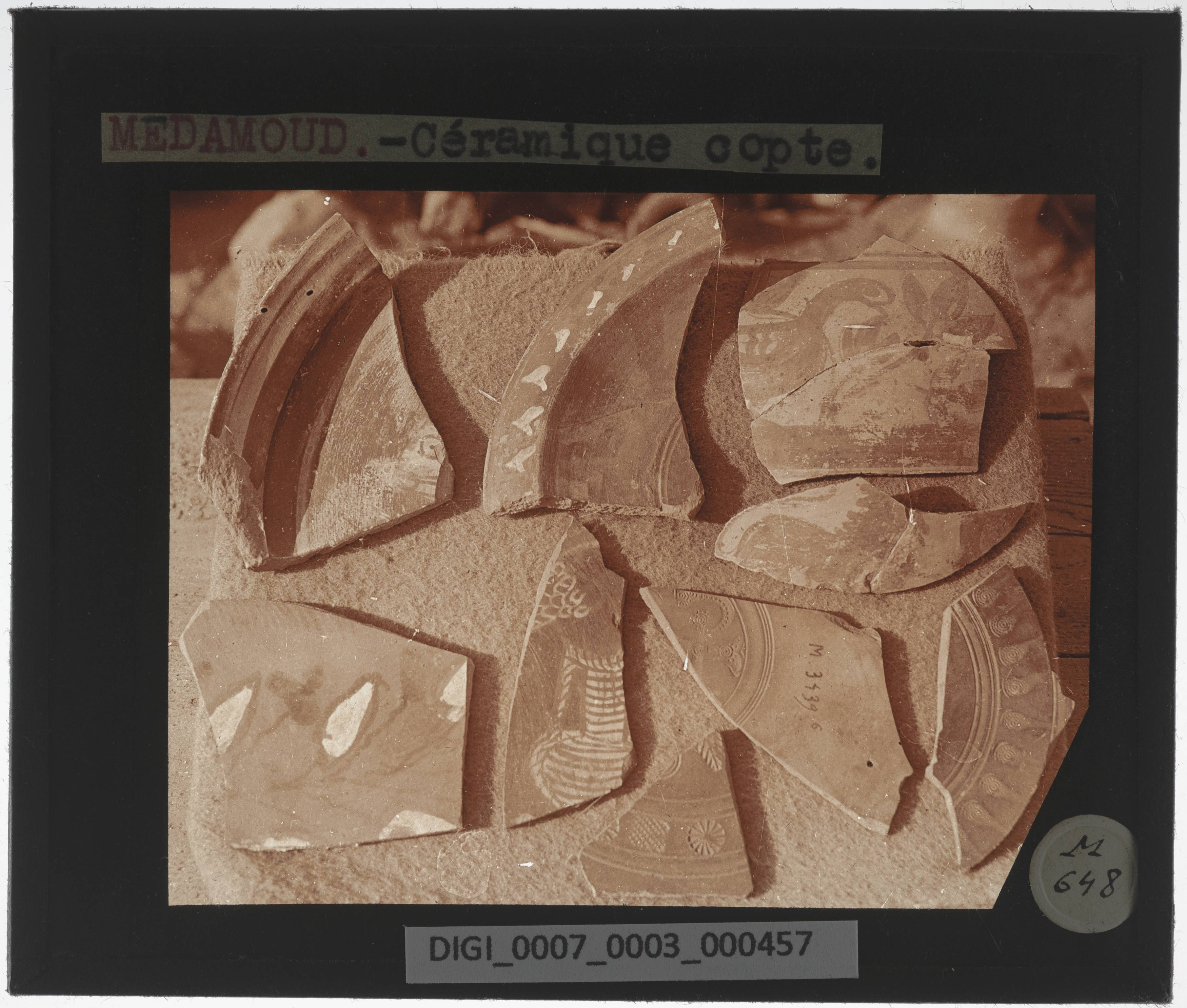
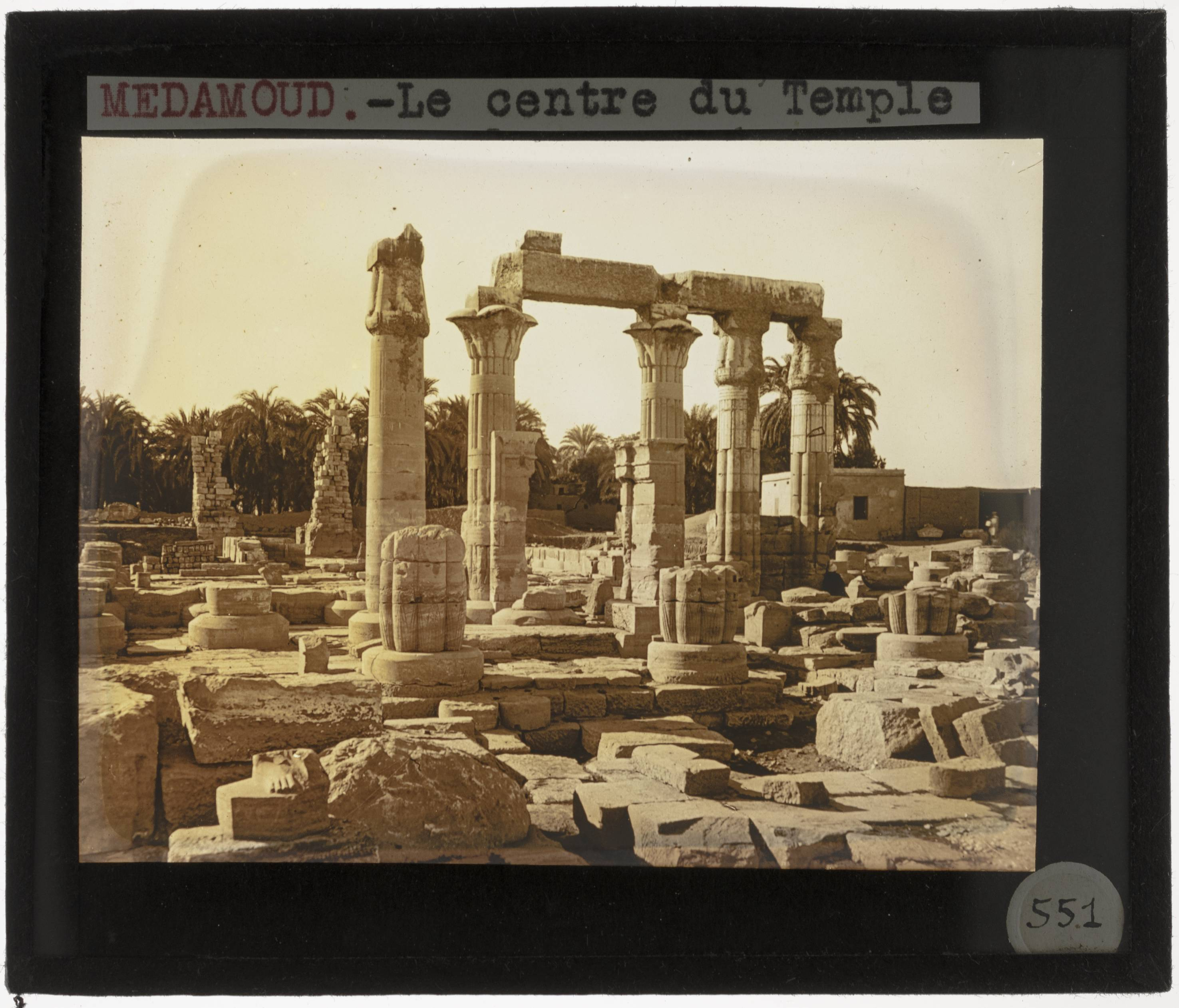
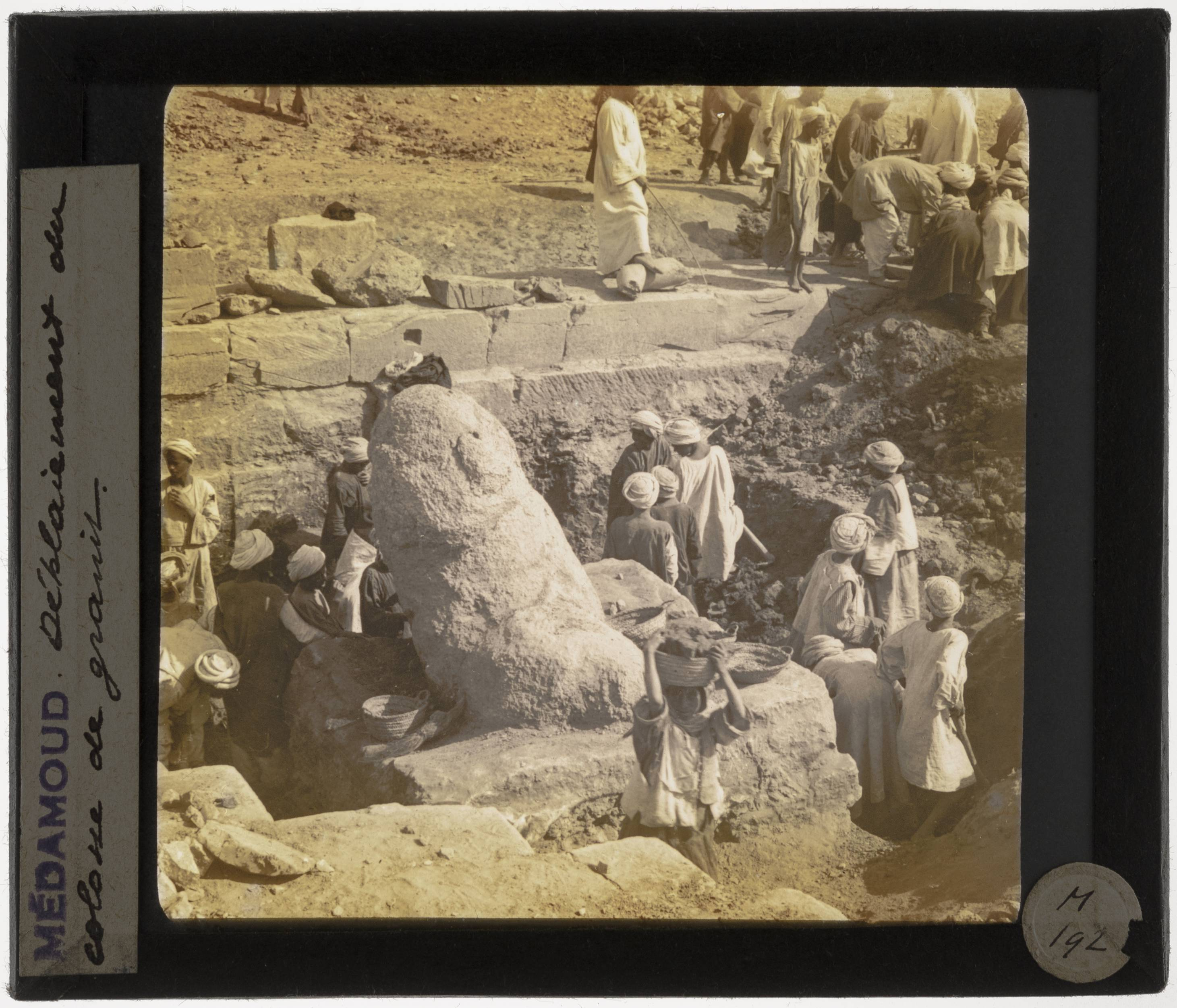
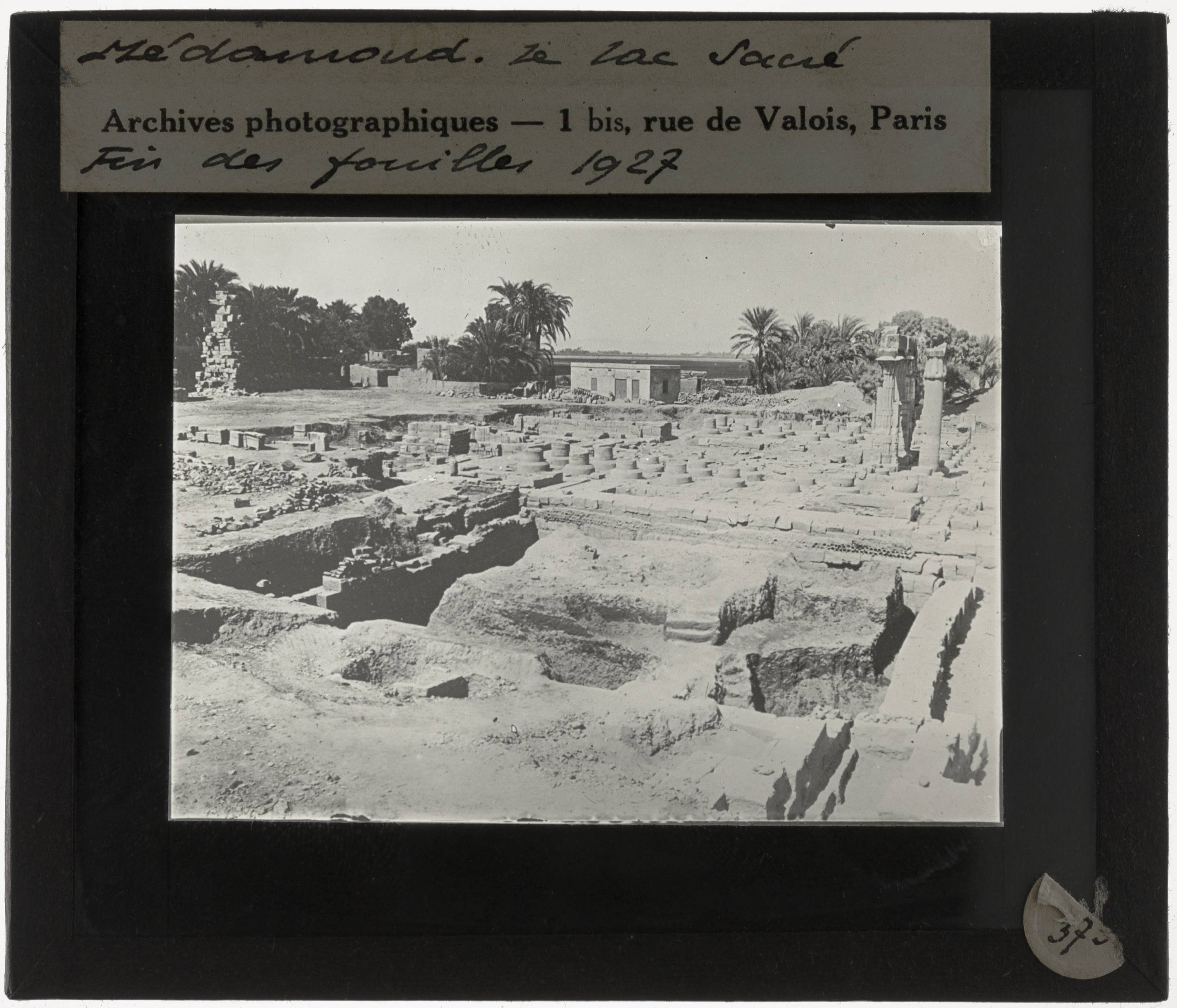
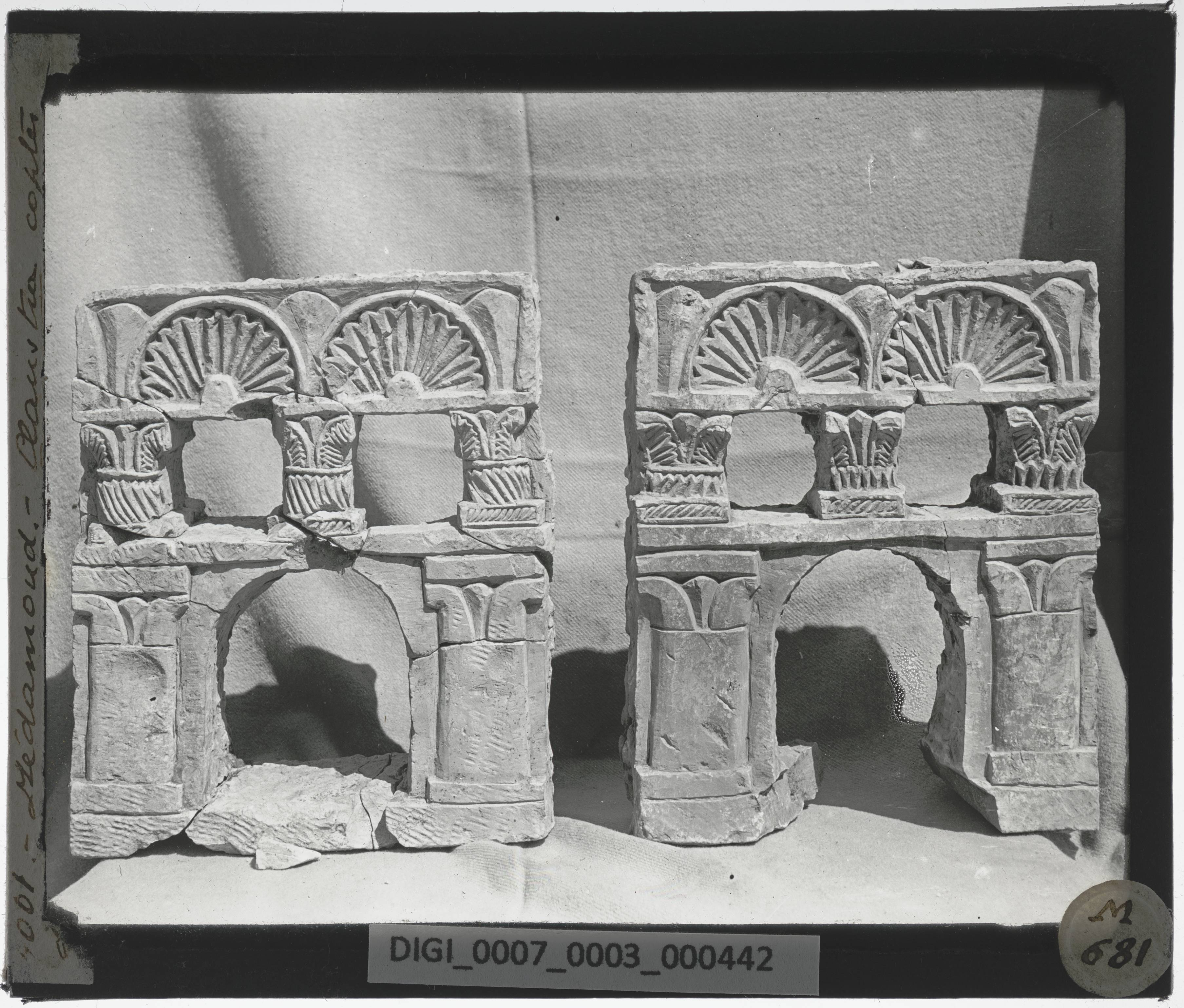
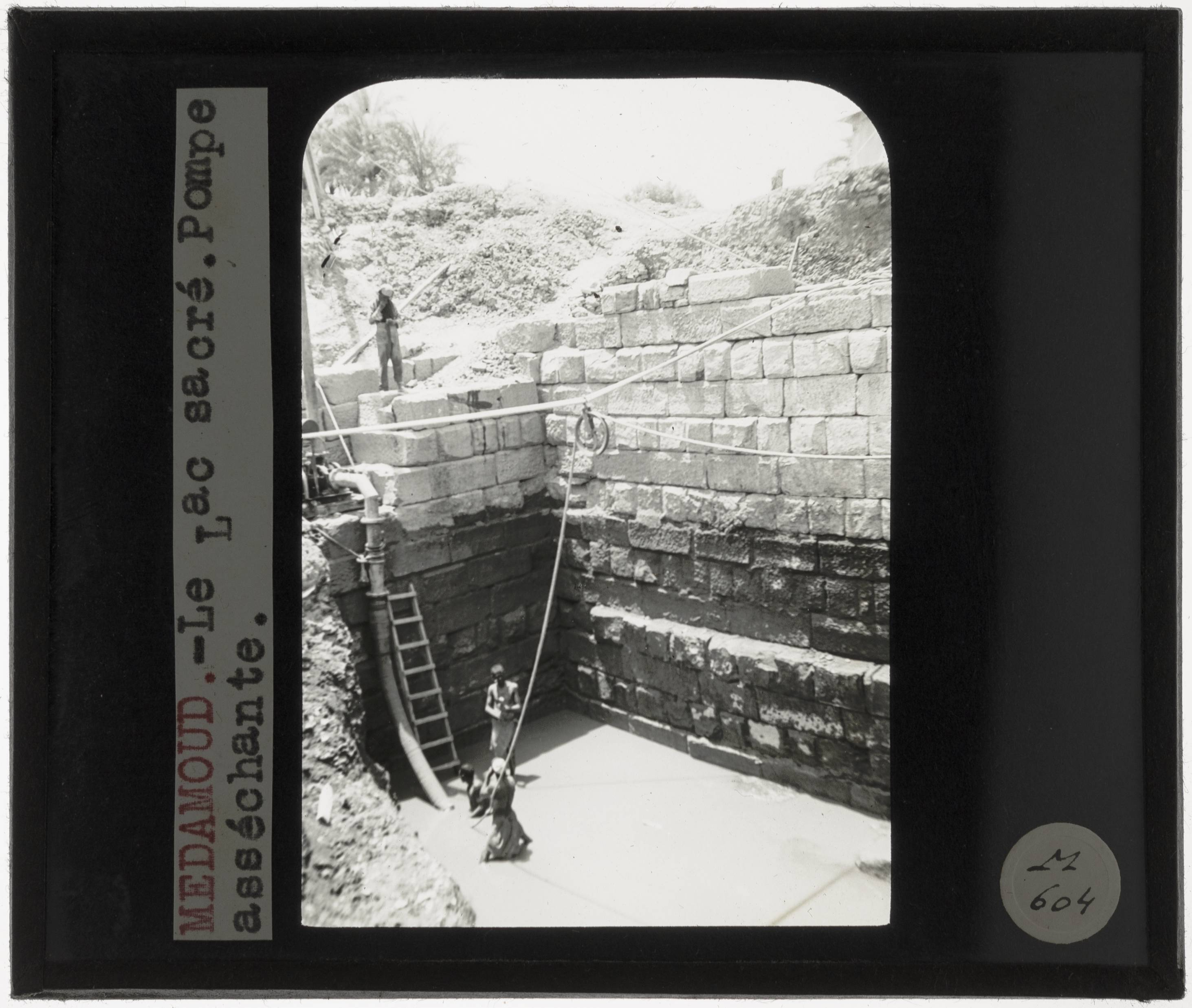
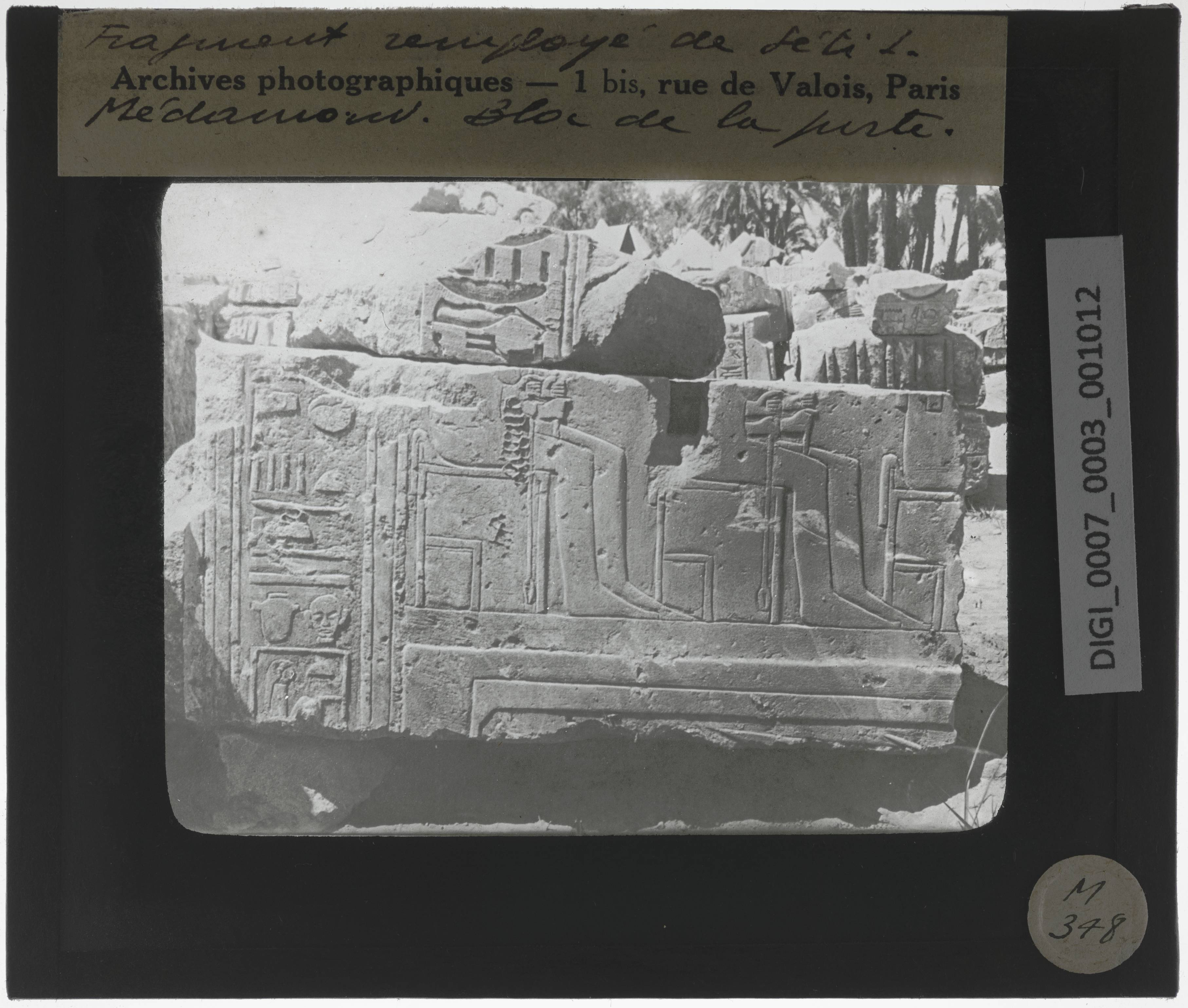
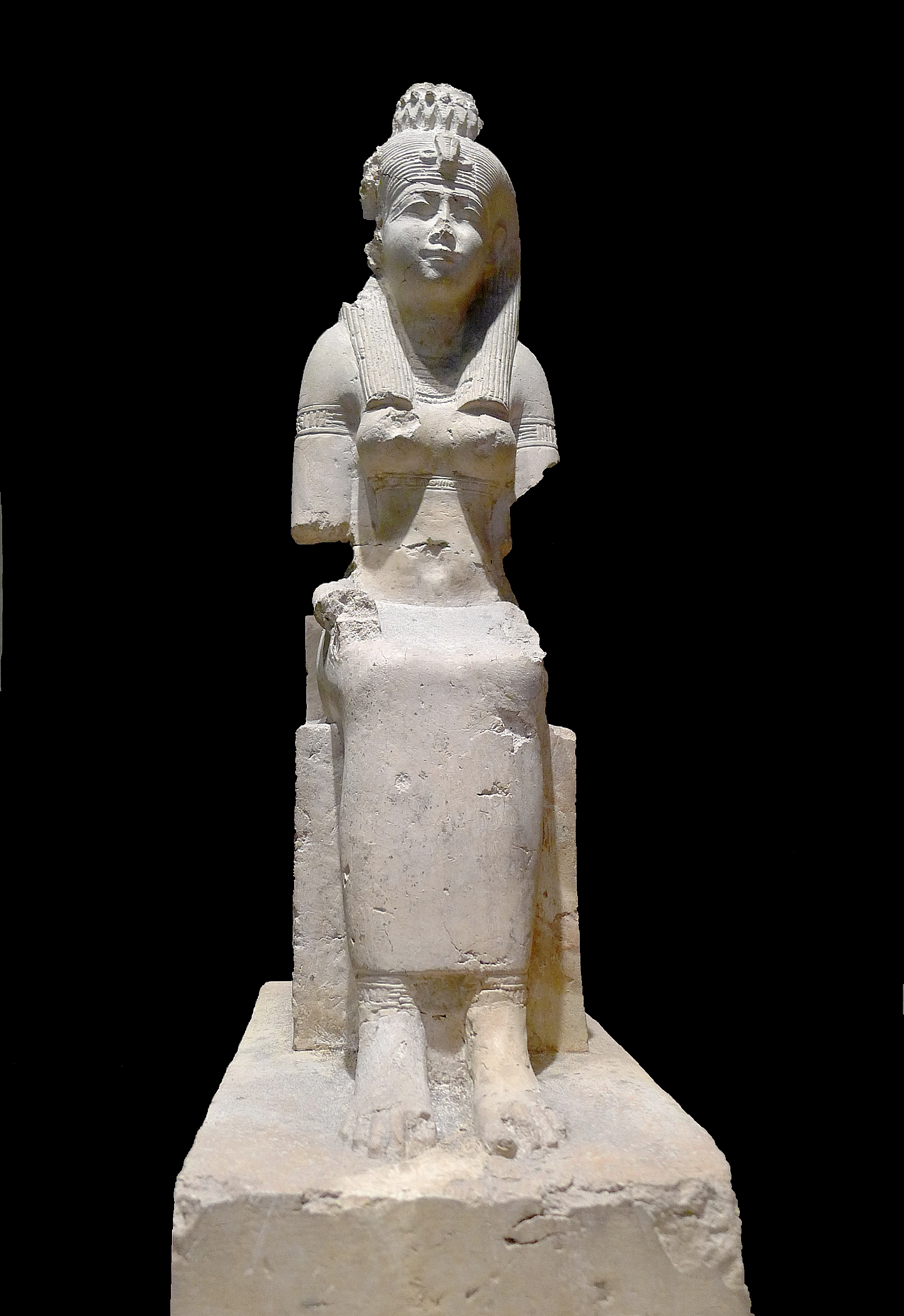
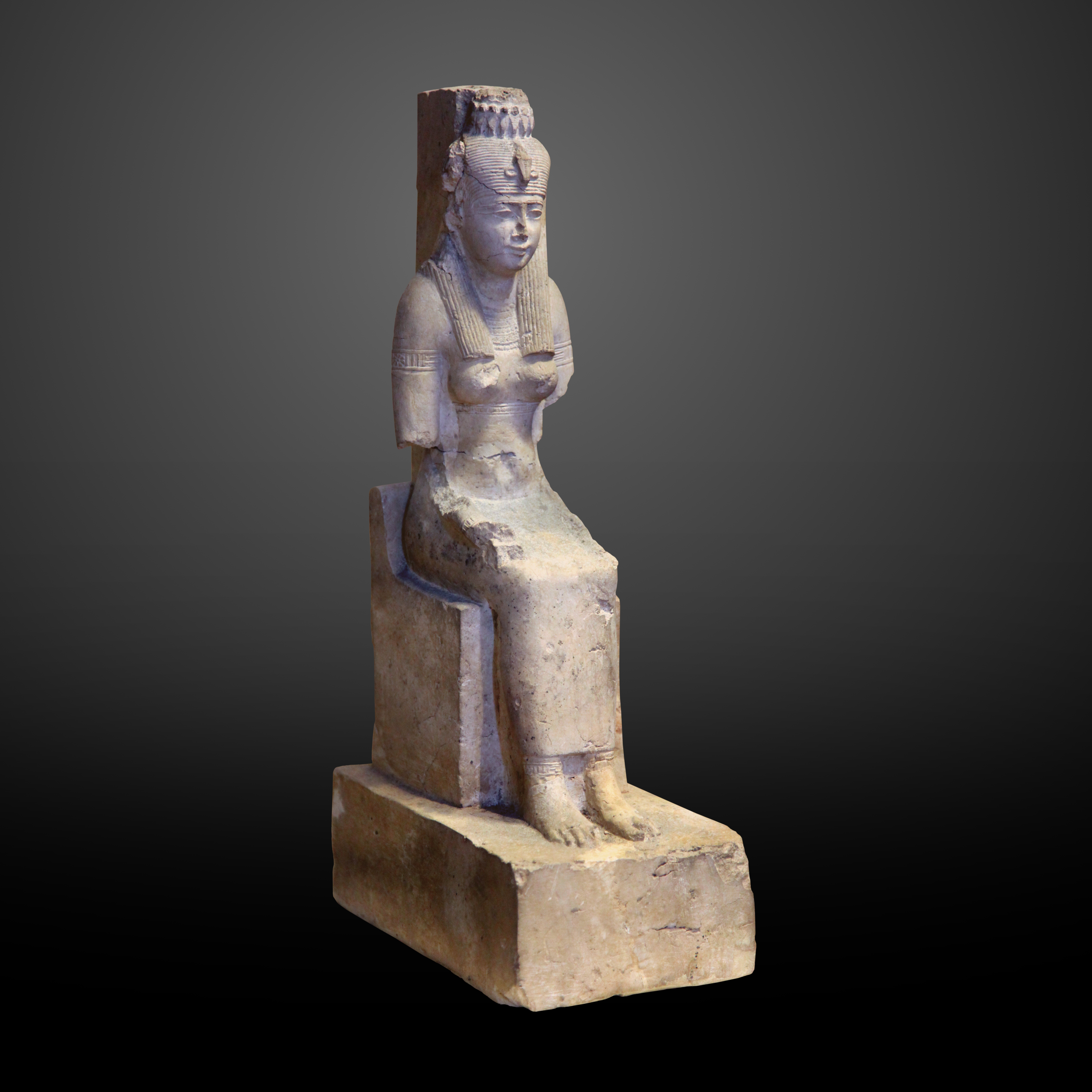
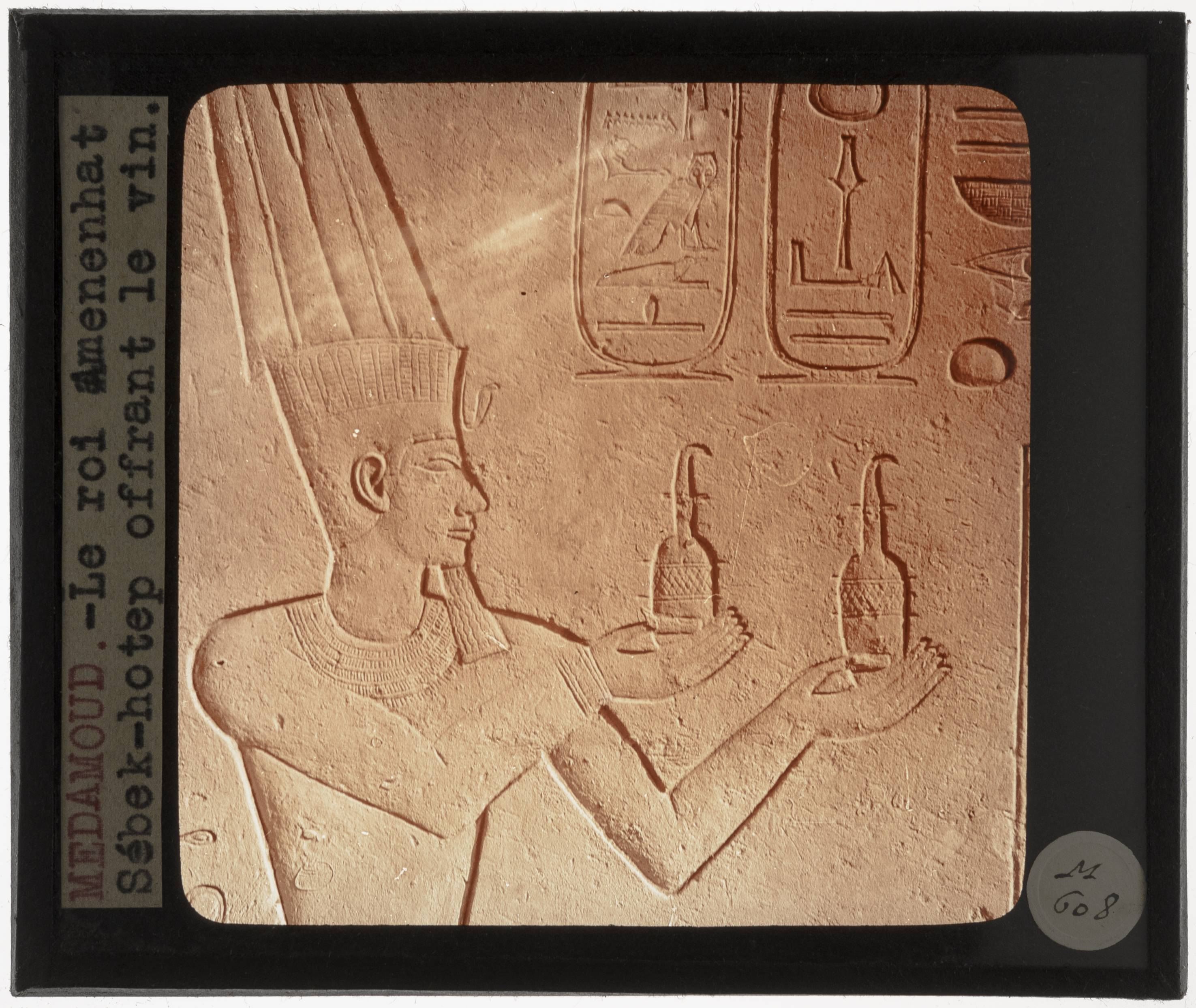
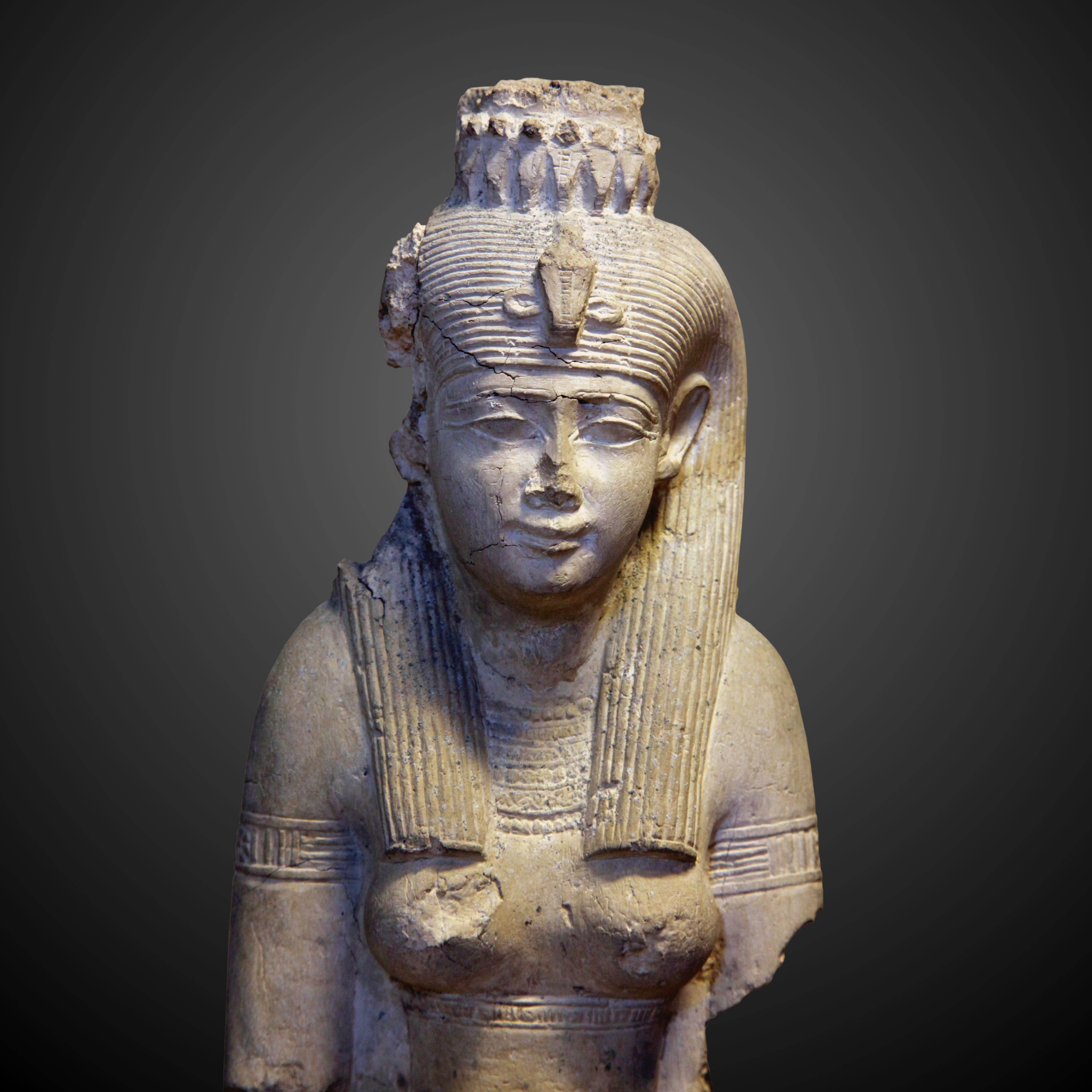
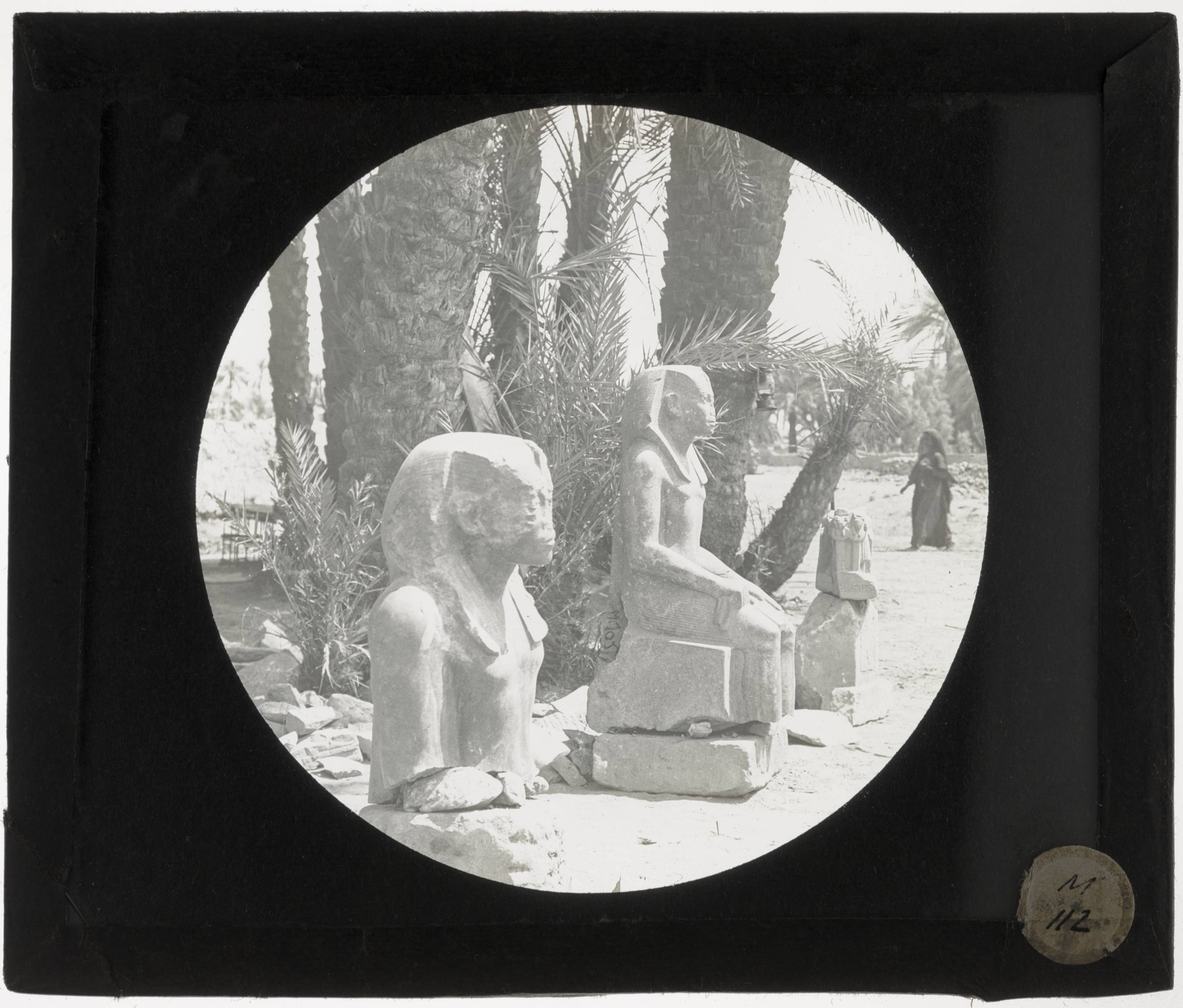
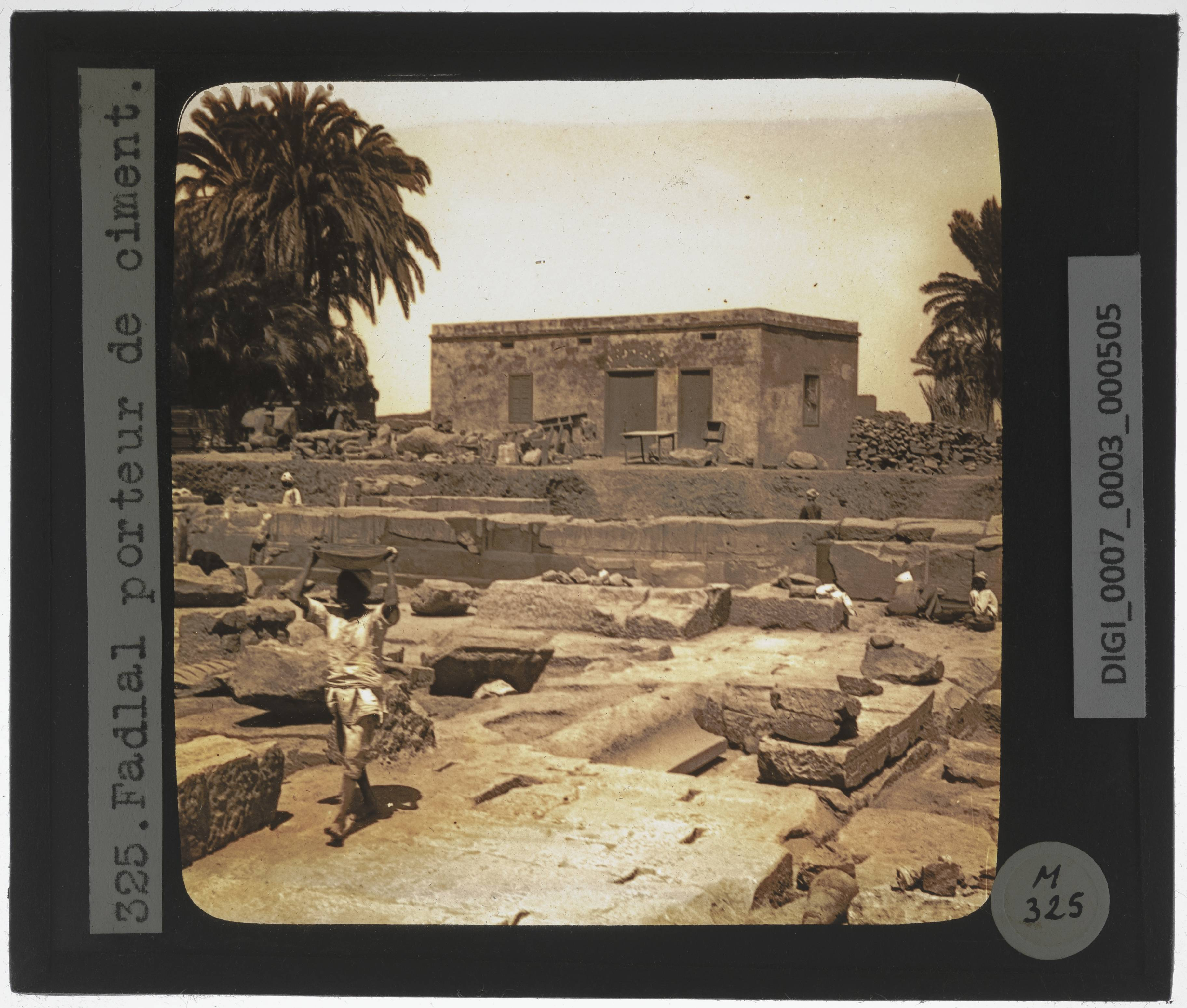
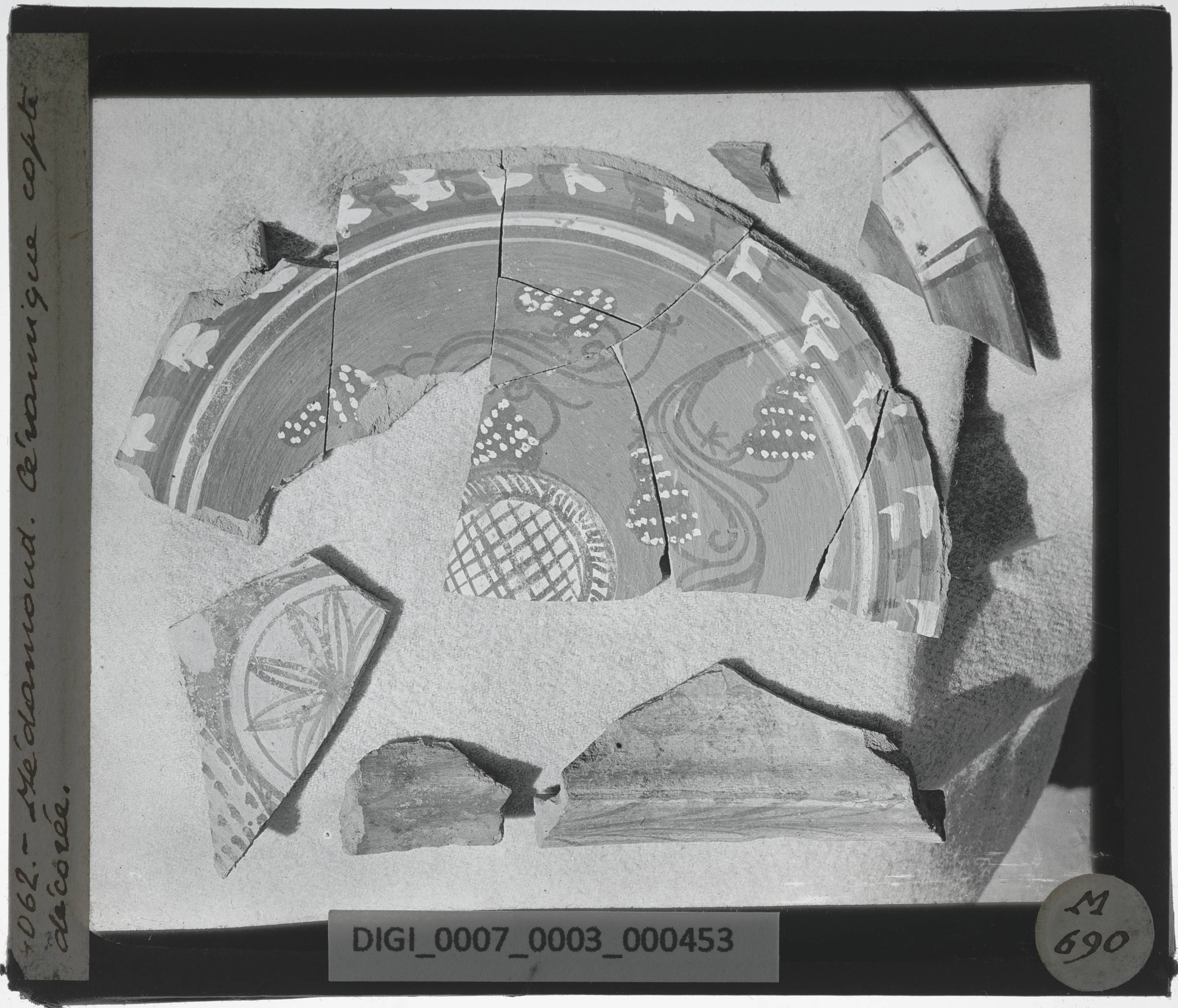
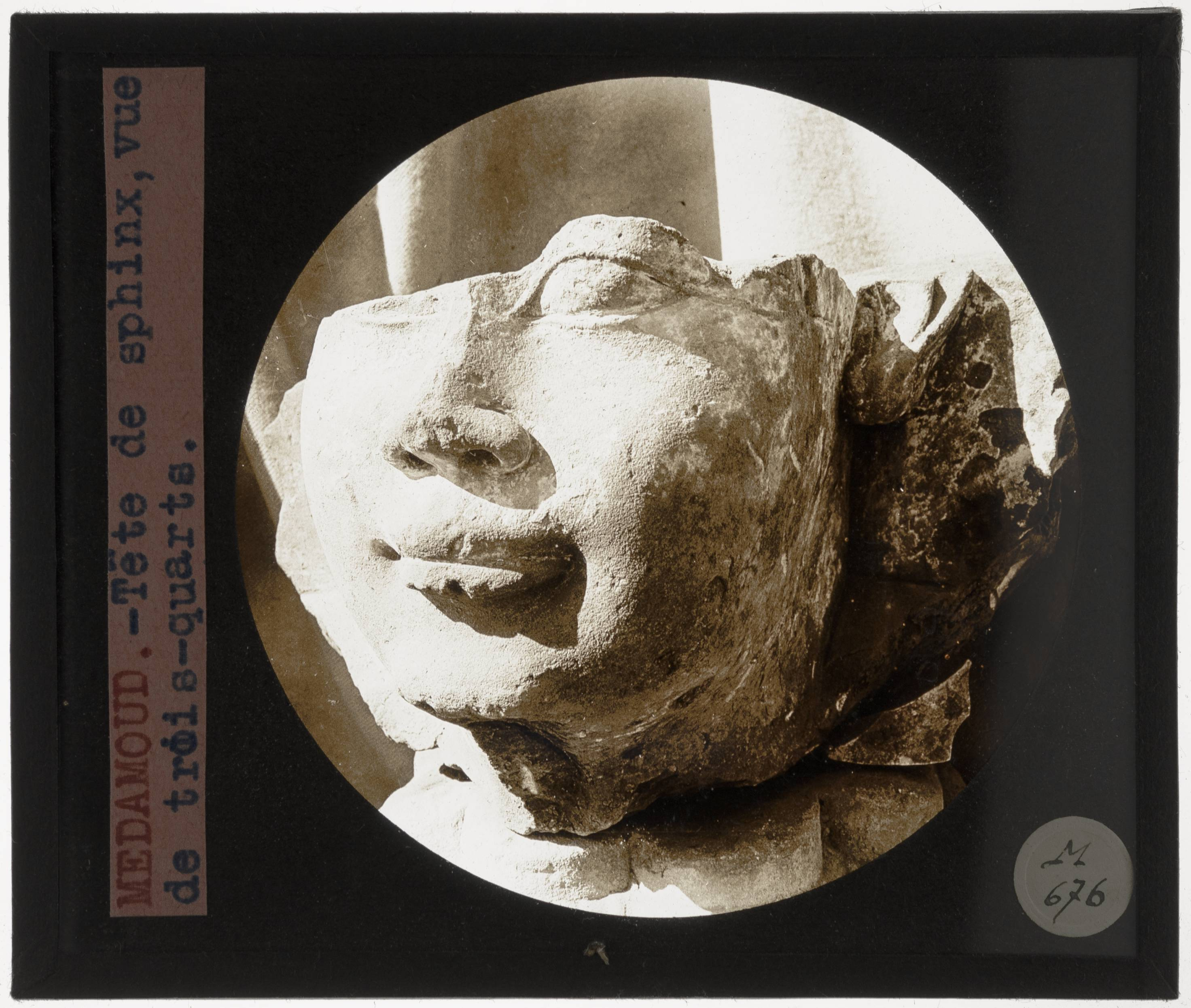